# جيمي بلير
جيمي بلير (بالإنجليزية: Jimmy Blair)‏ (11 مايو 1888 في المملكة المتحدة - 28 فبراير 1964) هو لاعب كرة قدم بريطاني (وحمل سابقاً جنسية المملكة المتحدة لبريطانيا العظمى وأيرلندا) في مركز الدفاع. شارك مع منتخب اسكتلندا لكرة القدم. أما مع النوادي، فقد لعب مع شيفيلد وينزداي وكارديف سيتي ونادي بورنموث ونادي رينجرز ونادي كلايد ورابطة كرة القدم الاسكتلندية الحادية عشر ‏.

## وصلات خارجية
- جيمي بلير على موقع الاتحاد الإسكتلندي (الإنجليزية)
- جيمي بلير على موقع قاعدة بيانات كرة القدم.إي يو (الإنجليزية)
- جيمي بلير على موقع ناشيونال فوتبول تيمز (الإنجليزية)